# Joan Baez in Concert
| Recensione | Giudizio |
| ---------- | -------- |
| AllMusic   | [ 3 ]    |

Joan Baez in Concert (alcune volte il titolo è riportato come Joan Baez in Concert, Part 1) è un album Live di Joan Baez, pubblicato dalla Vanguard Records nel settembre del 1962. Il disco raccoglie delle registrazioni dal vivo effettuate dalla folksinger durante i suoi tour, dall'autunno del 1961 alla primavera del 1962 (anche se nelle note della ristampa su CD viene riportato erroneamente come periodo di registrazione tra l'agosto del 1962 e il novembre del 1963).
Joan Baez in Concert ricevette una nomination alla quinta edizione dei Grammy Awards 1963 come miglior disco Folk.
Il brano firmato da Anne Bredon, Babe I'm Gonna Leave You, fu ripreso diversi anni dopo dai Led Zeppelin (con arrangiamento simile a quello della Baez). Anche se il brano, contenuto nel disco d'esordio del quartetto inglese Led Zeppelin, è accreditato a nome dei due leader della band, è stato lungamente spunto di 
polemiche (capitato anche con altri brani dei Led Zeppelin) per eventuali cause di plagio.

## Tracce
Lato A
1. Babe, I'm Gonna Leave You – 2:38 (Anne Bredon)
2. Geordie – 3:22 (Brano tradizionale)
3. Copper Kettle – 2:27 (Albert Frank Beddoe)
4. Kumbaya – 2:55 (Brano tradizionale)
5. What Have They Done to the Rain – 2:26 (Malvina Reynolds)
6. Black Is the Color of My True Love's Hair – 2:33 (Brano tradizionale, adattamento e arrangiamento di John Jacob Niles)
7. Danger Waters – 3:16 (Jacob Browne, Arthur S. Alberts)

Lato B
1. Gospel Ship – 2:48 (Herbert Buffum)
2. House Carpenter – 5:08 (Brano tradizionale)
3. Pretty Boy Floyd – 4:17 (Woody Guthrie)
4. Lady Mary – 2:41 (Brano tradizionale)
5. Até Amanhã – 2:12 (Brano tradizionale)
6. Matty Groves – 7:18 (Brano tradizionale)

Edizione CD del 2002, pubblicato dalla Vanguard Records (VCD 79598-2)
Brani tradizionali (tranne dove indicati), arrangiamento Joan Baez
1. Babe, I'm Gonna Leave You – 3:12 (Anne L. Bredon)
2. Geordie – 3:37
3. Copper Kettle – 2:44 (Albert Frank Beddoe)
4. Kumbaya – 3:33
5. What Have They Done to the Rain – 2:55 (Malvina Reynolds)
6. Black Is the Color of My True Love's Hair – 2:49 (Brano tradizionale, adattamento e arrangiamento di John Jacob Niles)
7. Danger Waters – 3:38 (Jacob Browne, Arthur S. Alberts)
8. Gospel Ships – 3:00 (Herbert Buffum)
9. House Carpenter – 5:22
10. Pretty Boy Floyd – 4:42 (Woody Guthrie)
11. Lady Mary – 2:51
12. Até Amanhã – 2:30
13. Matty Groves – 7:26
14. Streets of Laredo – 2:40 – Bonus Track
15. My Good Old Man – 3:23 – Bonus Track
16. My Lord What a Morning – 3:59 – Bonus Track - Registrato dal vivo nel 1961 al Town Hall di New York

## Musicisti
- Joan Baez - chitarra, voce

Note aggiuntive
- Maynard Solomon - produttore originale
- Mark Spector - produttore riedizione su CD
- Brani: Streets of Laredo e My Good Old Man originariamente inclusi nell'album: Very Early Joan
- Reice Hamel - ingegnere delle registrazioni
- Danny Lyon - fotografia copertina album originale
- Jules Halfant - art direction album originale[9]